# John R. Opel
John Robert Opel (* 5. Januar 1925 in Kansas City, Missouri; † 3. November 2011) war ein US-amerikanischer Manager in der PC-Branche.
John R. Opel war von 1974 bis 1983 Präsident und von 1981 bis 1985 CEO von IBM. Durch die Wohltätigkeitsorganisation United Way lernte er Mary Maxwell Gates, die Mutter von Bill Gates kennen. Dies hatte bei IBM Einfluss auf die Entscheidung, MS-DOS als Betriebssystem für den IBM-PC zu verwenden.

## Jugend und Ausbildung
Opel wurde in Kansas City, Missouri, geboren und wuchs in Jefferson City, Missouri, auf, wo sein Vater einen Eisenwarenladen besaß. Er studierte Englisch am Westminster College in Fulton, Missouri. Anschließend kämpfte er im Zweiten Weltkrieg auf den Philippinen und in Okinawa und erwarb 1949 einen MBA-Abschluss an der Universität von Chicago.